# Scott Gruhl
Pour les articles homonymes, voir Gruhl.
Scott Gruhl (né le 13 septembre 1959 à Port Colborne dans la province de l'Ontario)  est un joueur canadien professionnel de hockey sur glace.

## Carrière
En tant qu'ailier gauche, Scott Gruhl était un attaquant qui a partiellement joué pendant trois saisons dans la Ligue nationale de hockey pendant les années 1980.
Il a commencé sa carrière en jouant pour la Northeastern University de Boston avant de rejoindre en 1978-1979 les Wolves de Sudbury de l'Association de hockey de l'Ontario (aujourd'hui Ligue de hockey de l'Ontario). Quelques mois plus tard, il signe en tant qu'agent libre pour les Kings de Los Angeles mais il faut attendre la saison 1981-1982 de la LNH pour le voir sur une patinoire de LNH.
En 1979-1980, Gruhl est un des meilleurs buteurs de la LIH et il inscrit plus de 40 buts avec les Gears de Saginaw. C'est la première saison qu'il réalise une telle performance et il en fait de même au cours des sept saisons qui suivent.
À la fin de la saison 1984-1985, il reçoit le trophée James-Gatschene en tant que meilleur joueur de la saison alors qu'il évolue avec les Mohawks de Muskegon. Il continue sur sa lancée alors que la franchise change de nom et devient les Lumberjacks de Muskegon.
En 1987-1988, il signe en tant qu'agent libre avec les Penguins de Pittsburgh mais ne joue que six matchs. Par la suite, il joue aussi dans l'ECHL avant de prendre sa retraite en 1996.
Il reste le meilleur buteur des Lumberjacks avec 62 réalisations.

## Statistiques
Pour les significations des abréviations, voir Statistiques du hockey sur glace.
| Saison     | Équipe                     | Ligue      |    | Saison régulière | Saison régulière | Saison régulière | Saison régulière | Saison régulière |    | Séries éliminatoires | Séries éliminatoires | Séries éliminatoires | Séries éliminatoires | Séries éliminatoires |
| Saison     | Équipe                     | Ligue      | PJ | B                | A                | Pts              | Pun              | PJ               | B  | A                    | Pts                  | Pun                  |                      |                      |
| 1976-1977  | Université de Northeastern | NCAA       | 17 | 6                | 4                | 10               | 0                |                  |    |                      |                      |                      |                      |                      |
| 1977-1978  | Université de Northeastern | NCAA       | 28 | 21               | 38               | 59               | 46               |                  |    |                      |                      |                      |                      |                      |
| 1978-1979  | Wolves de Sudbury          | AHO        | 68 | 35               | 49               | 84               | 78               |                  |    |                      |                      |                      |                      |                      |
| 1979-1980  | Gears de Saginaw           | LIH        | 75 | 53               | 40               | 93               | 100              | 7                | 2  | 6                    | 8                    | 16                   |                      |                      |
| 1979-1980  | Dusters de Binghamton      | LAH        | 4  | 1                | 0                | 1                | 6                |                  |    |                      |                      |                      |                      |                      |
| 1980-1981  | Gears de Saginaw           | LIH        | 77 | 56               | 34               | 90               | 87               | 13               | 11 | 8                    | 19                   | 12                   |                      |                      |
| 1980-1981  | Apollos de Houston         | LCH        | 4  | 0                | 0                | 0                | 0                |                  |    |                      |                      |                      |                      |                      |
| 1981-1982  | Nighthawks de New Haven    | LAH        | 73 | 28               | 41               | 69               | 107              | 4                | 0  | 4                    | 4                    | 2                    |                      |                      |
| 1981-1982  | Kings de Los Angeles       | LNH        | 7  | 2                | 1                | 3                | 2                |                  |    |                      |                      |                      |                      |                      |
| 1982-1983  | Nghthawks de New Haven     | LAH        | 68 | 25               | 38               | 63               | 114              | 12               | 3  | 3                    | 6                    | 22                   |                      |                      |
| 1982-1983  | Kings de Los Angeles       | LNH        | 7  | 0                | 2                | 2                | 4                |                  |    |                      |                      |                      |                      |                      |
| 1983-1984  | Mohawks de Muskegon        | LIH        | 56 | 40               | 56               | 96               | 49               |                  |    |                      |                      |                      |                      |                      |
| 1984-1985  | Lumberjacks de Muskegon    | LIH        | 82 | 62               | 64               | 126              | 102              | 17               | 7  | 16                   | 23                   | 25                   |                      |                      |
| 1985-1986  | Lumberjacks de Muskegon    | LIH        | 82 | 59               | 50               | 109              | 178              | 14               | 7  | 13                   | 20                   | 22                   |                      |                      |
| 1986-1987  | Lumberjacks de Muskegon    | LIH        | 67 | 34               | 39               | 73               | 157              | 15               | 5  | 7                    | 12                   | 54                   |                      |                      |
| 1987-1988  | Lumberjacks de Muskegon    | LIH        | 55 | 28               | 47               | 75               | 115              | 6                | 5  | 1                    | 6                    | 12                   |                      |                      |
| 1987-1988  | Penguins de Pittsburgh     | LNH        | 6  | 1                | 0                | 1                | 0                |                  |    |                      |                      |                      |                      |                      |
| 1988-1989  | Lumberjacks de Muskegon    | LIH        | 79 | 37               | 55               | 92               | 163              | 14               | 8  | 11                   | 19                   | 37                   |                      |                      |
| 1989-1990  | Lumberjacks de Muskegon    | LIH        | 80 | 41               | 51               | 92               | 206              | 15               | 8  | 6                    | 14                   | 26                   |                      |                      |
| 1990-1991  | Komets de Fort Wayne       | LIH        | 59 | 23               | 47               | 70               | 109              | 19               | 4  | 6                    | 10                   | 39                   |                      |                      |
| 1991-1992  | Komets de Fort Wayne       | LIH        | 78 | 44               | 61               | 105              | 196              | 6                | 2  | 2                    | 4                    | 48                   |                      |                      |
| 1992-1993  | Komets de Fort Wayne       | LIH        | 73 | 34               | 47               | 81               | 290              | 12               | 4  | 11                   | 15                   | 14                   |                      |                      |
| 1993-1994  | Admirals de Milwaukee      | LIH        | 28 | 6                | 9                | 15               | 102              |                  |    |                      |                      |                      |                      |                      |
| 1993-1994  | Wings de Kalamazoo         | LIH        | 30 | 15               | 12               | 27               | 85               | 5                | 1  | 4                    | 5                    | 26                   |                      |                      |
| 1994-1995  | Renegades de Richmond      | ECHL       | 49 | 31               | 40               | 71               | 288              | 17               | 9  | 9                    | 18                   | 68                   |                      |                      |
| 1995-1996  | Renegades de Richmond      | ECHL       | 60 | 46               | 39               | 85               | 236              | 7                | 3  | 5                    | 8                    | 18                   |                      |                      |
| 1995-1996  | Bandits de Baltimore       | LAH        | 1  | 0                | 0                | 0                | 0                |                  |    |                      |                      |                      |                      |                      |
| 1995-1996  | Komets de Fort Wayne       | LIH        |    |                  |                  |                  |                  | 2                | 0  | 1                    | 1                    | 0                    |                      |                      |
| Totaux LNH | Totaux LNH                 | Totaux LNH | 20 | 3                | 3                | 6                | 6                |                  |    |                      |                      |                      |                      |                      |

## Trophées et honneurs
- Première équipe d'étoiles de la LIH: 1984 et 1985
- Seconde équipe d'étoiles de la LIH : 1980, 1986 et 1992
- Trophée James-Gatschene du meilleur joueur de la saison régulière : 1985